# Nagy-Hideg-hegy
A Nagy-Hideg-hegy a Börzsöny harmadik legmagasabb hegye a 864 méteres magasságával. Magyarországon az 54. legmagasabb hegy. A Duna–Ipoly Nemzeti Park területén található. Egy rétegvulkán maradványa.

## Történelem

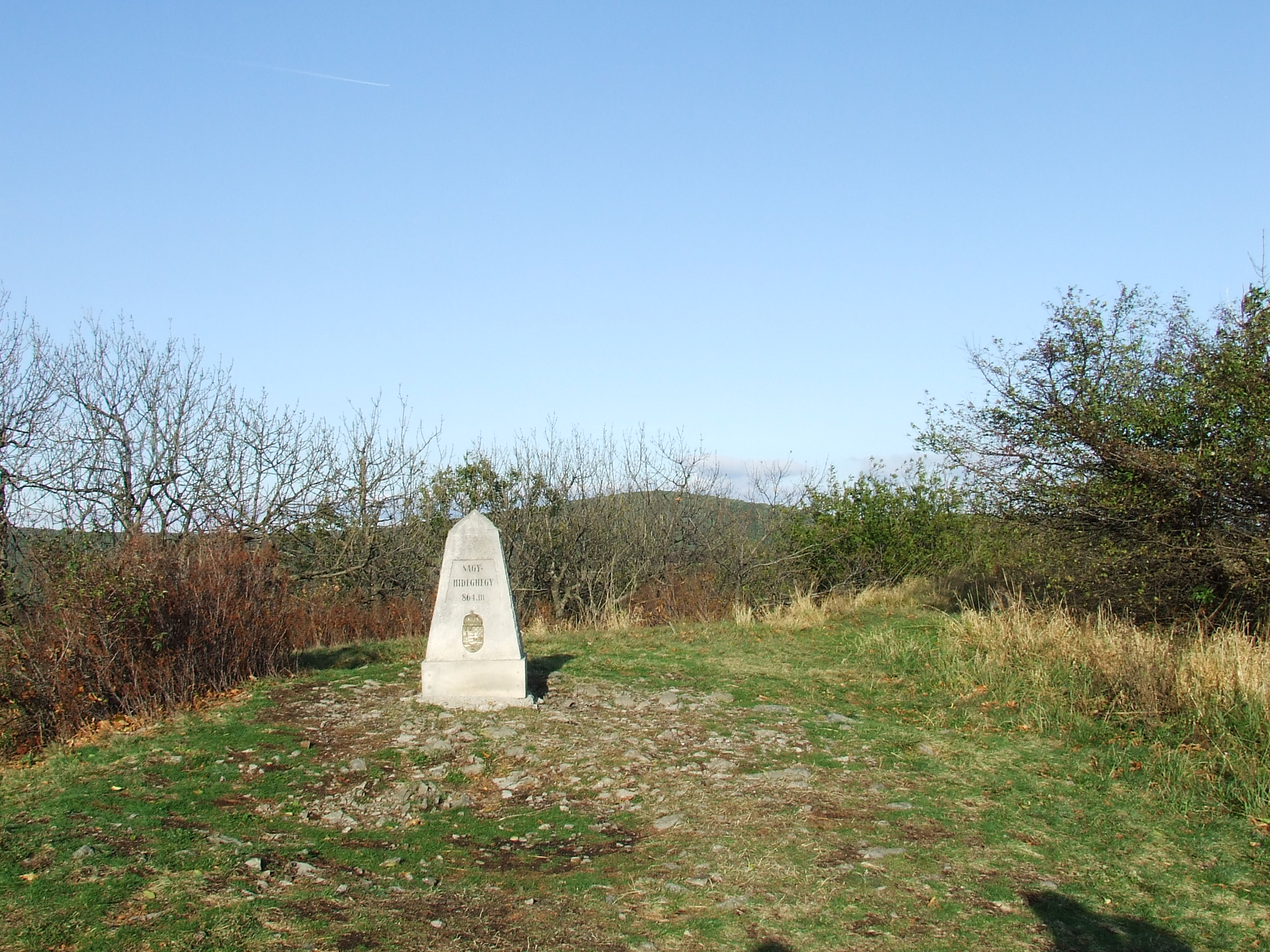
A hegycsúcs

A menedékházat a Turisták Inóci Társasága (TIT) építette. Az alapkövet 1936 augusztusában Szendy Károly, Budapest polgármestere és dr. Zsitvay Tibor, a Magyar Turista Szövetség elnöke tette le. A ház 1940-re került csak olyan állapotba, hogy már turistákat is tudott fogadni. Ekkor még csak két szobát tudtak kiadni, felfűteni a túrasíelők számára. A második világháború miatt félbeszakadtak a fejlesztések, a megkezdett munkát, a ház bővítését csak 1947-ben fejezték be az Újpesti Természetbarátok. Ebben az évben készült el az északi oldalon a lesiklópálya is. 1950-ben a magyar kormány 120 ezer forintot különített el a hideghegyi sílift megépítésére. Hosszas és fáradságos munkával, három év alatt 1953-ra megépült a tájba illő, alpesi tetős fordító és gépház, elindulhatott az ország első sífelvonója. Elérhetővé vált a nagyközönség számára a jól felszerelt menedékház, a túrasí- és a lesiklópálya. A hatvanas évek elejére ugrásszerűen megnőtt az érdeklődés a természetjárás és a sísport iránt. Ebben az időben több tucat pihenő- és menedékház épült. Ezeket elsősorban az üzemek és gyárak dolgozói társadalmi munkával saját maguk építették.
Antalffy Gyula az ötvenes évek közepén tett hideghegyi látogatásáról a következőképen emlékezik meg a Börzsöny című útleírásában:
„Óceáni és sarki légtömegek csatáznak a Csóványos fölött, míg fejünkre rántott csuklyában tántorogva, botorkálunk a hideghegyi menedékház felé a keskeny gerincúton. A meredély szélén szinte földig hajolnak a megkínzott fák, térdre esve könyörögnek kegyelemért a törpefenyők, és percek alatt méteres hullámokban torlódik elénk a hó. A hideghegyi nyeregben már hasunkkal túrjuk a havat: még ötszáz méter, még száz, még ötven, s mikor beesünk a menedékház ajtaján a sílécekkel zsúfolt előtérbe, riadtan hallgatjuk szívünk hangos verését... Kinn hátborzongató szépséggel zengenek a szél kürtjei, bent a turistaházban zsongító, tompa zsibongás. A tágas ebédlő zsúfolásig telve van. Az asztalok körül turisták és sízők, üzemi dolgozók és diákok, nők és férfiak kacagó vidámságban. Teltház van a Nagyhideghegyen. – De még milyen teltház! – erősíti a gondnok, aki holt fáradtan, de háborítatlan jókedéllyel látja el nehéz szolgálatát. – Hetvenhat férőhelyünk van, s múlt éjjel is száznyolcvan hálóvendégünk volt. Majd minden ágyban duplán aludtak, de gazdára leltek az ebédlő asztalai is. A házban összetolt székeken, padlóra vetett szalmazsákokon, ki hol tudott, ott aludt. Még Sopronból, Pécsről is jönnek ide turisták, most is itt vendégeskedik huszonnégy szentgotthárdi diák. Vendégmarasztaló ház az biztos. S ahogy délutánra hajlik az idő, a bátrabbak már ki is merészkednek. Fokozatosan csendesedik a szél, a havazás is ritkul, lassan benépesedik az északi lejtő hatalmas lesiklópályája. A kétszáz méter esésű, több mint egy kilométer hosszú irtáson egymás után repülnek alá a gyakorlott sízők, működni kezd az elektromos felvonó is, hogy a lejtő aljából drótkötél emelje fel őket újra a tetőre, az újabb és újabb lesiklás gyönyörűségére. A gyalogos turista persze lassabban halad, de többet is lát. Az erdők minden szépségüket a csendben ballagókra hagyják.”
A Pest Megyei Hírlap 1972-ben már így írt róla:
„A nagyhideghegyi turistaház hatvan férőhelyes, de gumimatracokon még elalhatnak vagy harmincan. Étterme kétszáz vendég kiszolgálására alkalmas, van eszpresszója is. Vízvezetéket építettek, központi fűtés van. Kedvelt helye a turistáknak, évente átlag tizenkétezer szállóvendég fordul meg benne. A legkitűnőbb síterep található itt, a lesiklópálya csaknem két kilométer hosszú, sőt lefutási lehetőség van Nagybörzsönybe, Diósjenőre, Kemencére is. Viszont a sífelvonó romokban hever, nincs gazdája, kötelei rozsdásodnak, motorja pusztul. Lehetne még két hosszabb sípályát is építeni, nem szólva a ródlipályákról, amelyekhez azonban tereprendezés — például a tuskók kiszedése — lenne szükséges. A Magas-Taxon is van turistaház, 36 férőhelyes, bisztróval, hallal. De eléggé elhanyagolt, a villanyt is be kellene vezetni.”
A felvonót 1985-ben a Magyar Síszövetség újjáépítette. 1994-től kezdve a Lavina SE működtette a felvonókat, pályaelőkészítő géppel kezelte a sípályán a természetes hótakarót, és egész évben hegyi mentőszolgálatot tartott fenn. 2006-ban a turistaházat teljesen felújították, és átépítették a sífelvonókat is, amelyeket a szlovák Tatrapoma cég gyártott.

## Közlekedés
Kb. 1969-ig a királyréti kisvasút egyik ága (317a) a Nagy-Vasfazék-patak völgyében Nagyhideghegy vasútállomásig közlekedett, amely a Cseresznyefa rakodónál (ma Cseresznyefa parkoló) volt. A síneket 1978-ban szedték fel. Az 1979-1980-ban épült műút más nyomvonalon vezet, így a pálya töltései, hídpillér-maradványai máig emlékeztetnek az egykori szárnyvonalra.

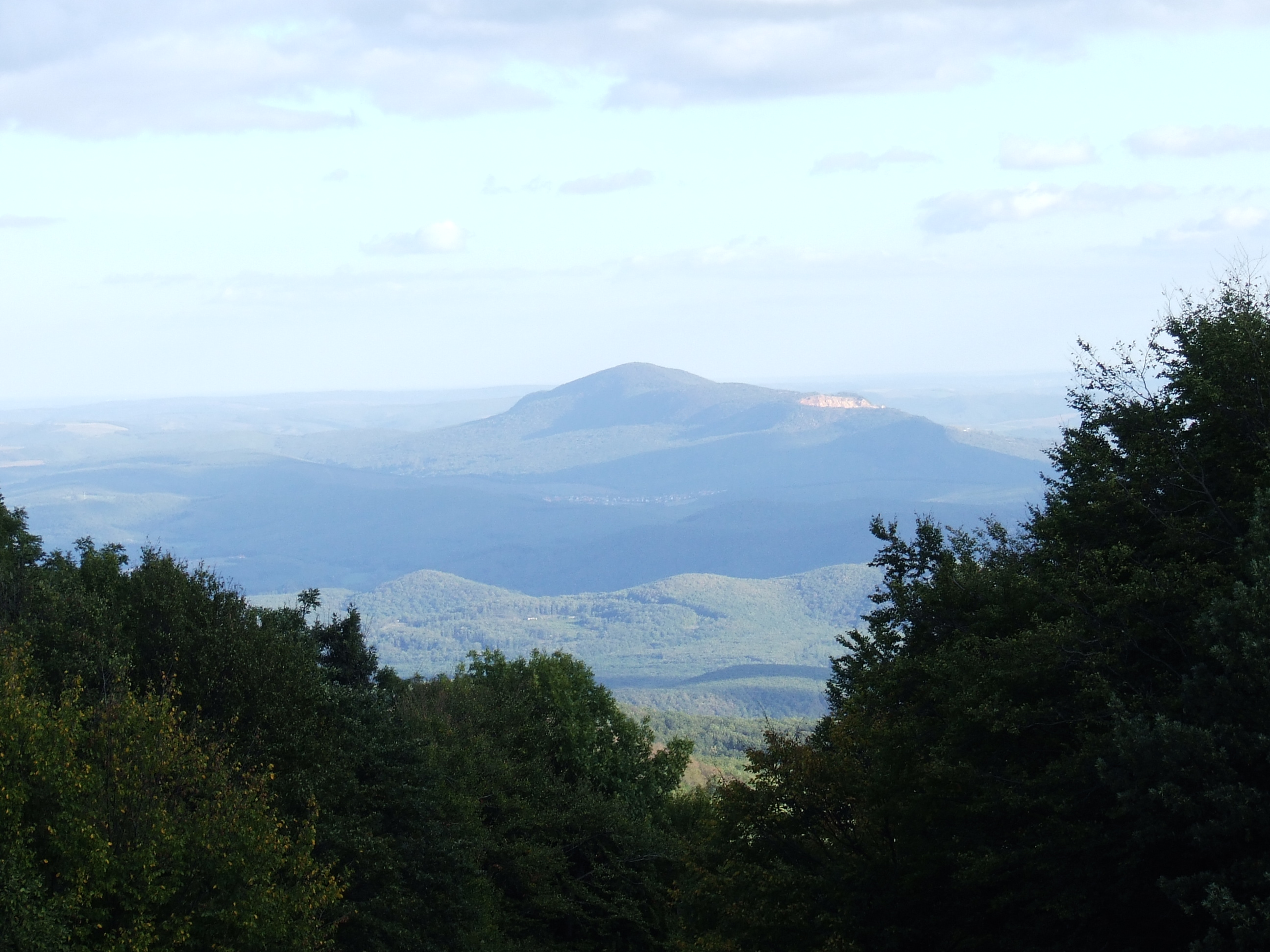
Panoráma Nagy-Hideg-hegyről

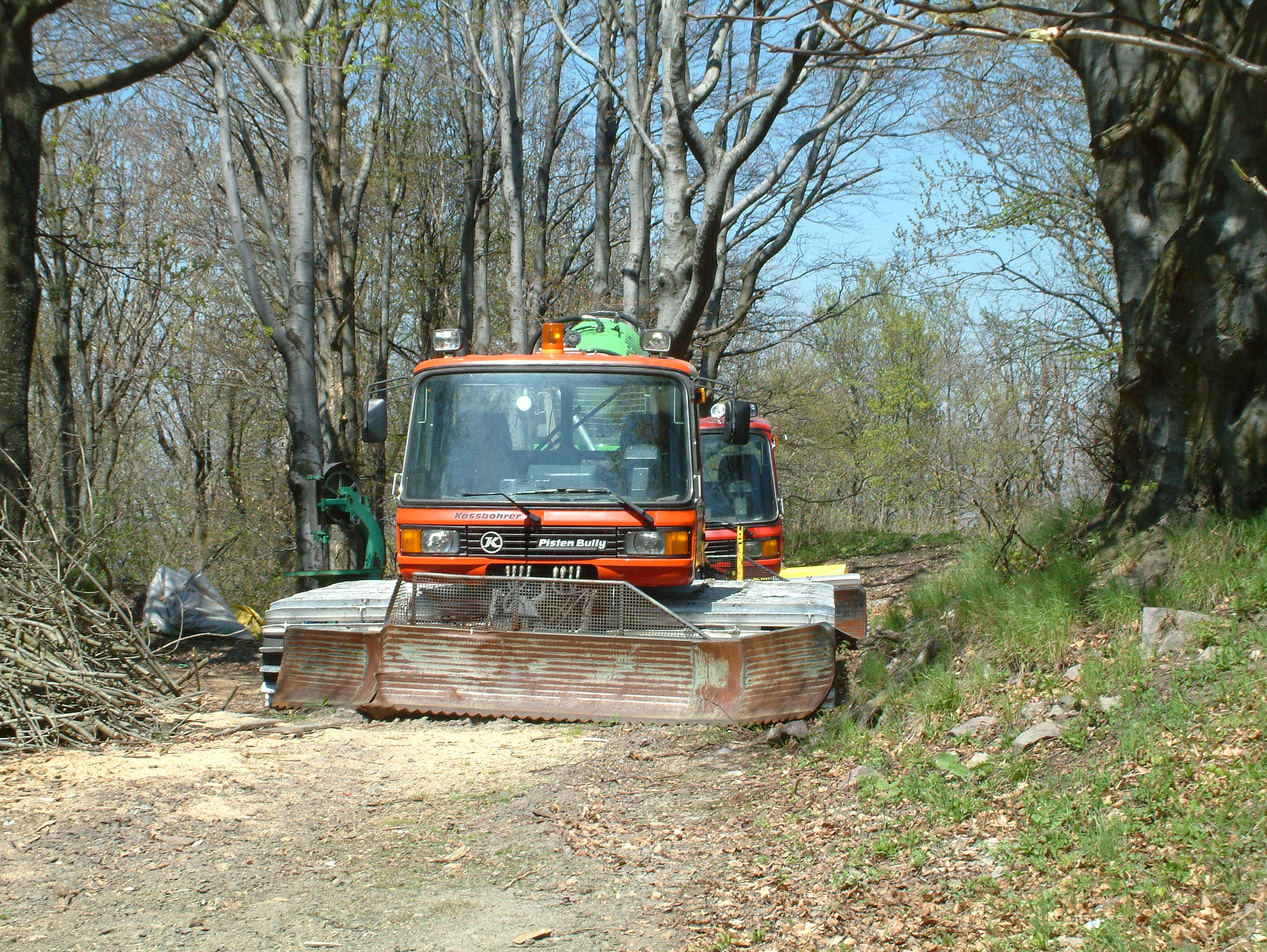
Ratrakok a Nagy-Hideg-hegyen

## Turizmus
Királyrétről a Cseresznyefa parkoló 3,6 km, a Taxi-rét 9,6 km, Nagy-Hideg-hegy 12,7 kilométeres erdészeti és túra útvonal érintésével, vagy Kóspallag irányából a Kisinóci turistaház felől 6,9 km az Országos Kéktúra kék jelzésű turistaúton érhetők el legkönnyebben. Mindkét szakasz igen meredek, ezért csak felkészültebb túrázóknak ajánlott. Ezen kívül további négy-öt irányból lehet megmászni a Nagy-Hideg-hegy meredek csúcsát.
A hegyen 40 férőhelyes, felújított turistaház működik egész évben.

## Sport
Az 580 és 850 méteres magasság között fekvő nagy-hideg-hegyi síterep 5 sílifttel (ebből 4 működik), 4,2 kilométernyi pályával, valamint Királyrétre vezető síúttal, a közelben sítúraúttal és szabad stílusú sífutó-pályával várja a sportolni vágyókat. A hóviszonyok függvényében üzemel, elsősorban hétvégente. Királyrétről a téli időszakban síbuszokkal lehet feljutni a Nagy-Hideg-hegyre. Az északi (nagy) sífelvonó a 2014 decemberi ónos eső által kidöntött fák miatt megrongálódott, újraépítése szükséges.